# Mosel

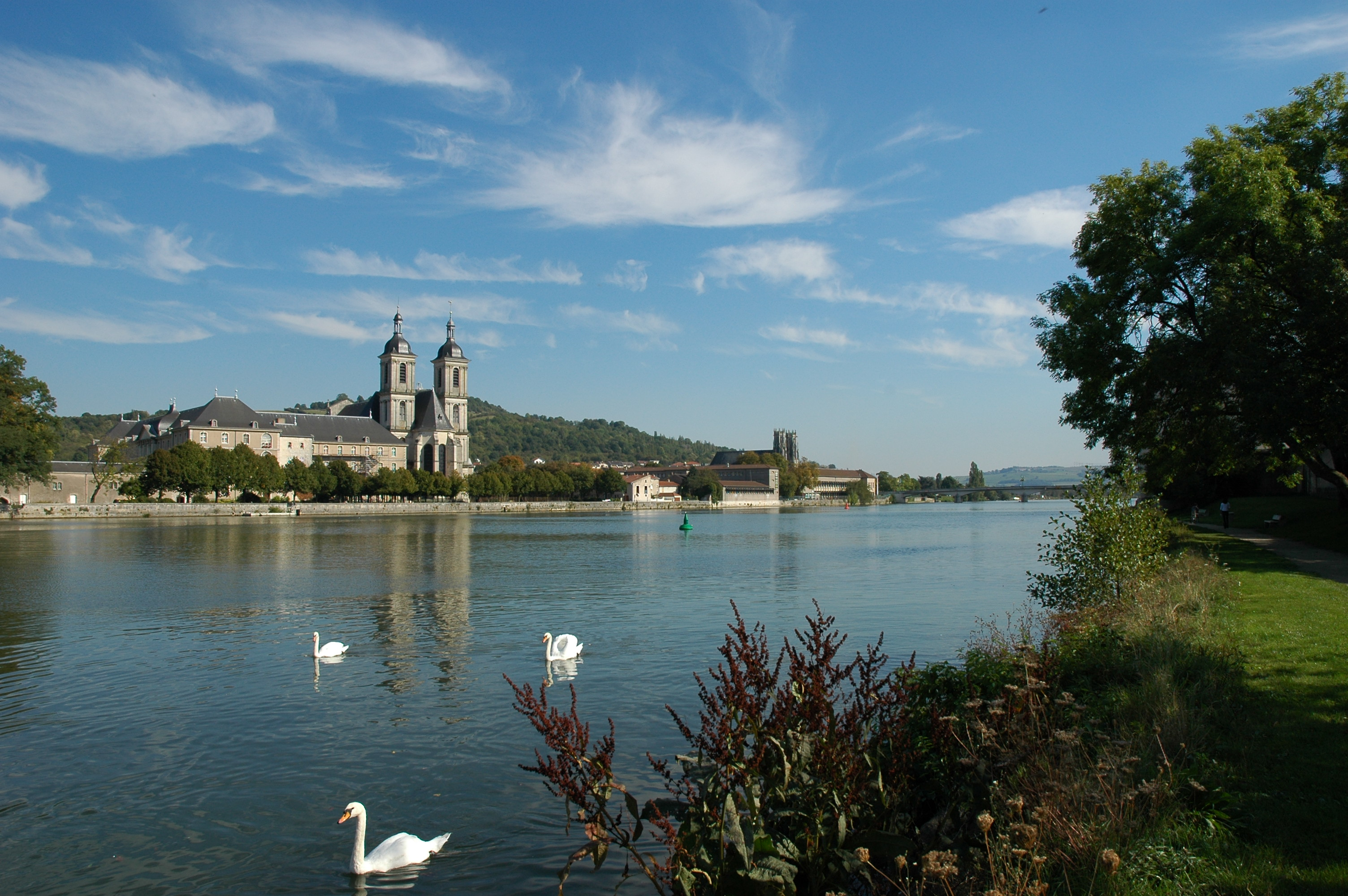
Moselle tại Pont-à-Mousson, Pháp

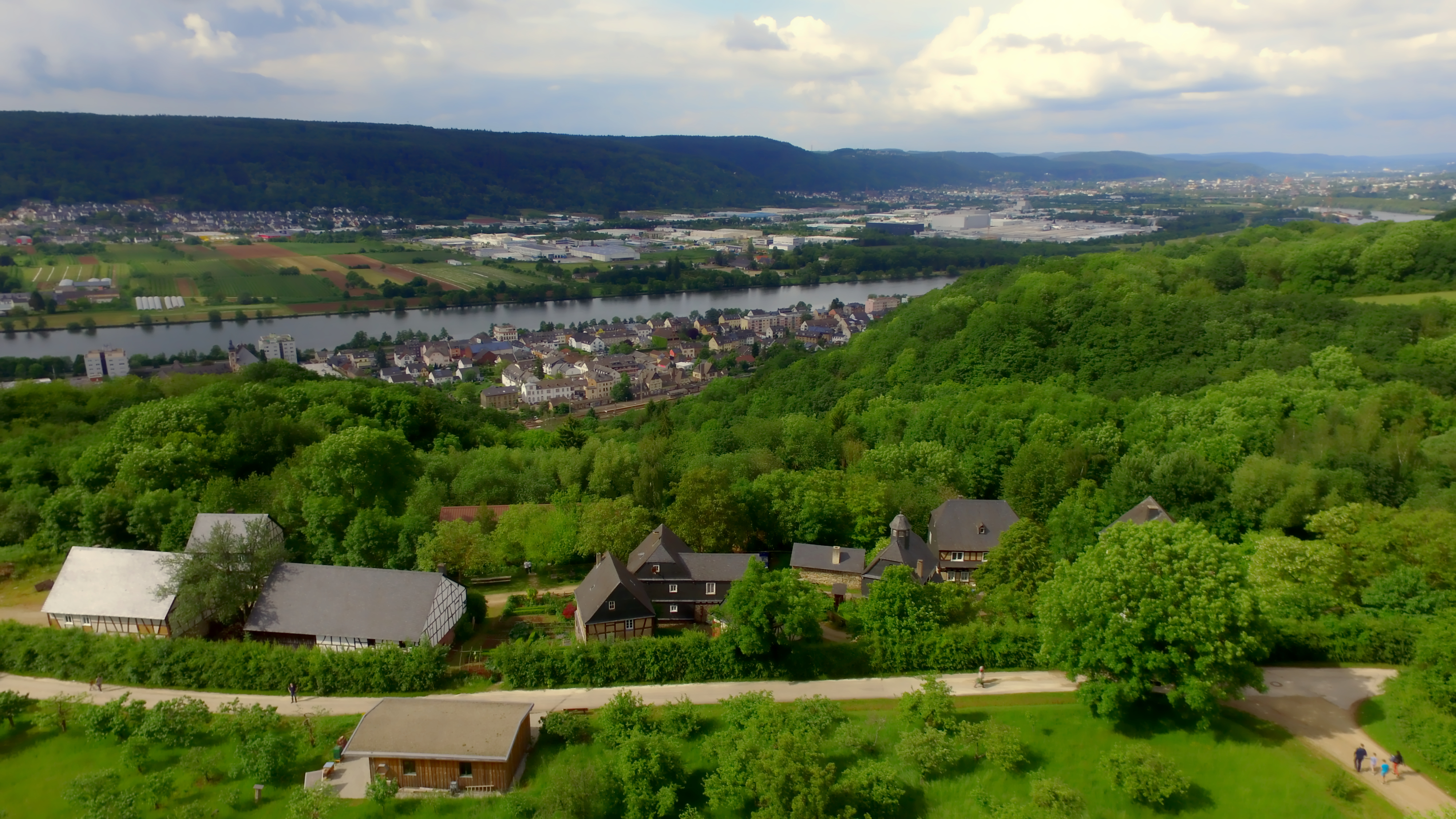
Thung lũng Mosel từ Roscheider Hof Open Air Museum, Konz, Đức

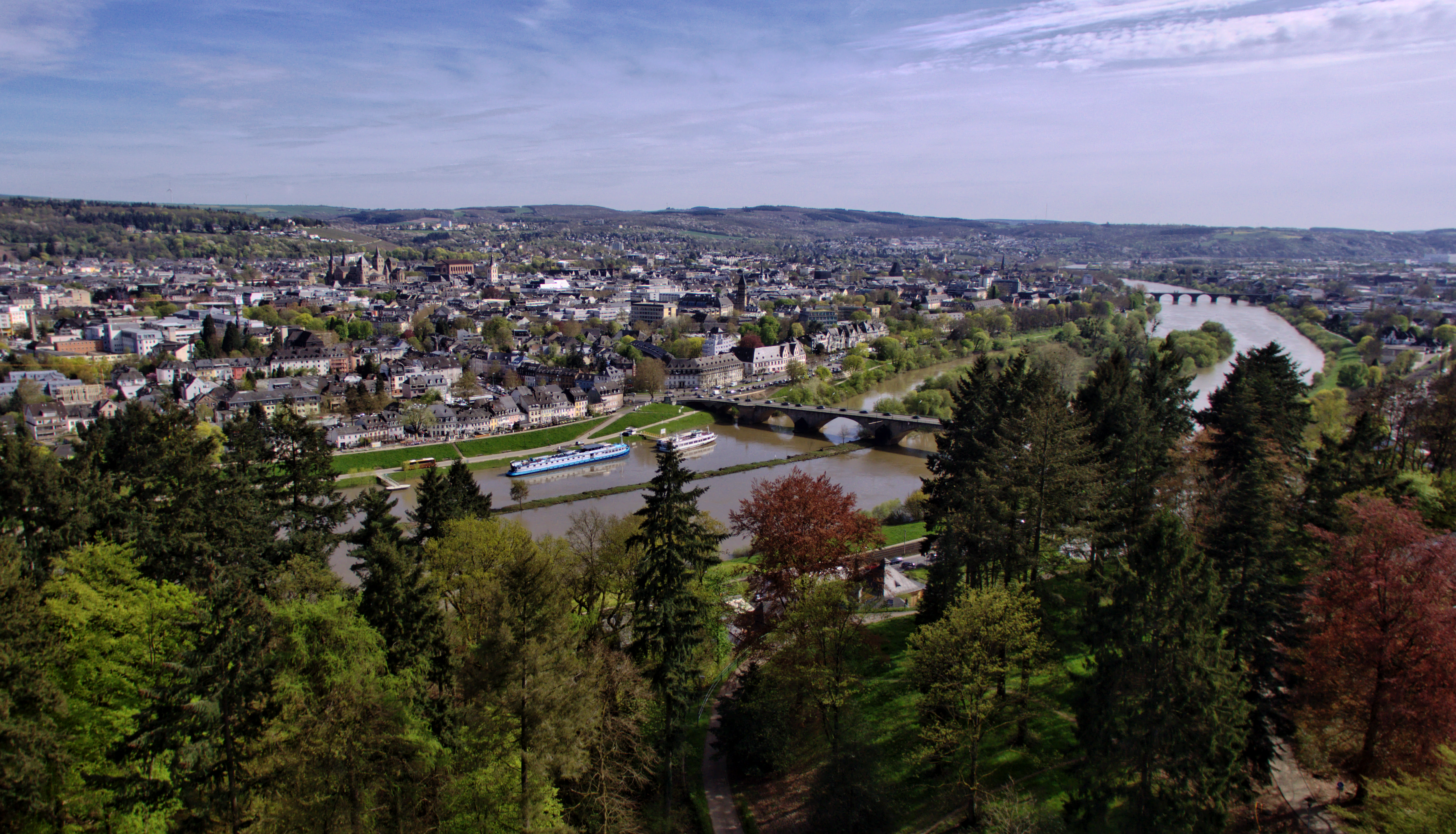
Mosel tại Trier, Đức

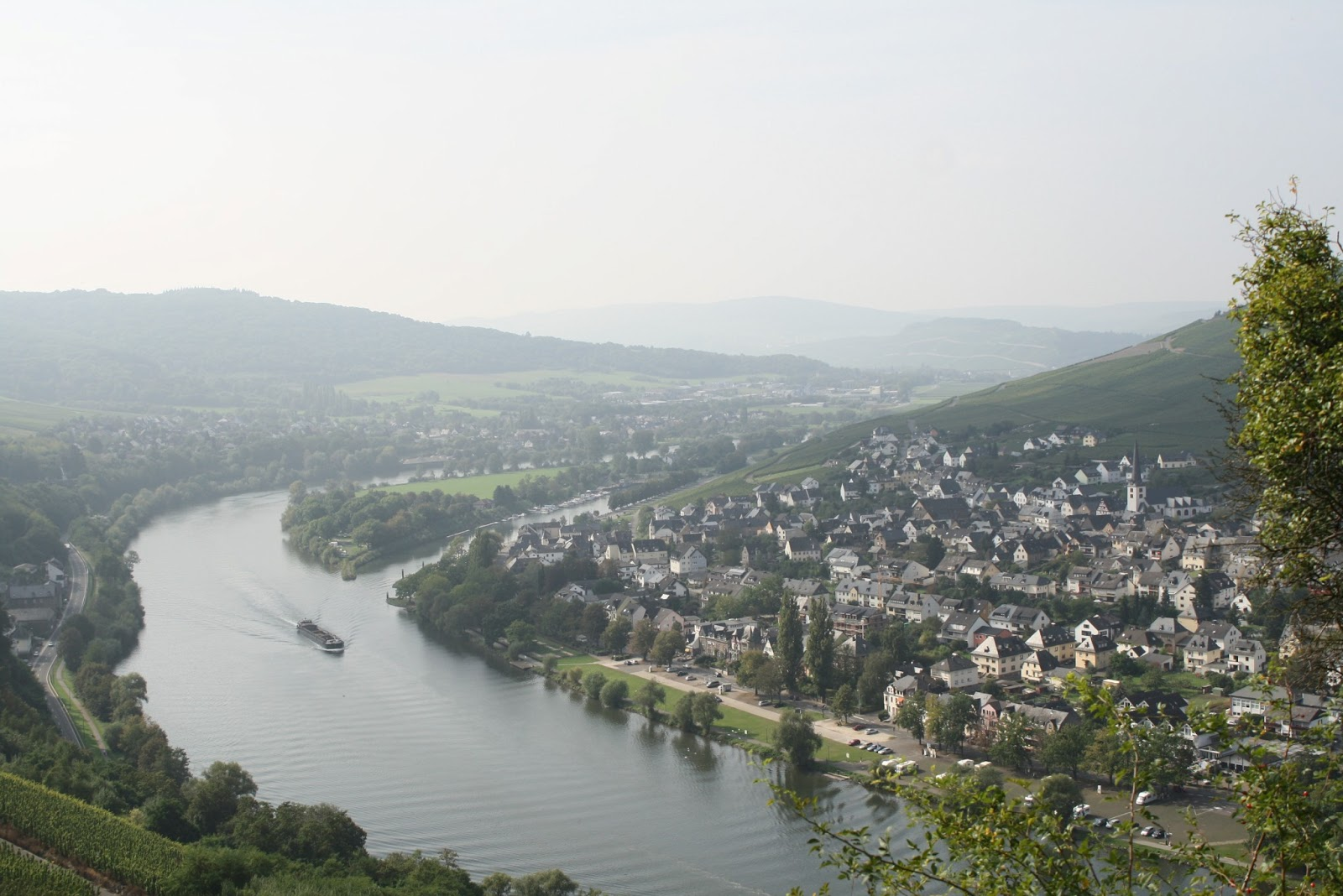
Mosel gần Cochem, Đức

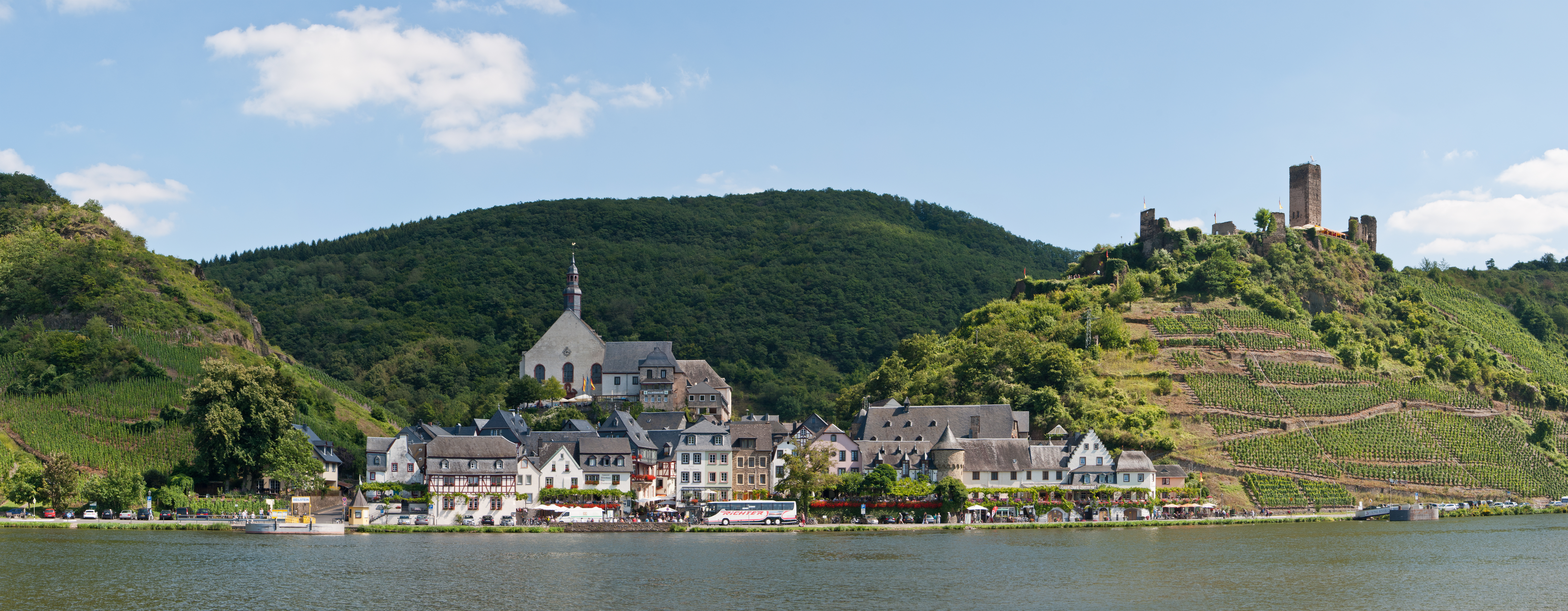
Beilstein bên sông Mosel

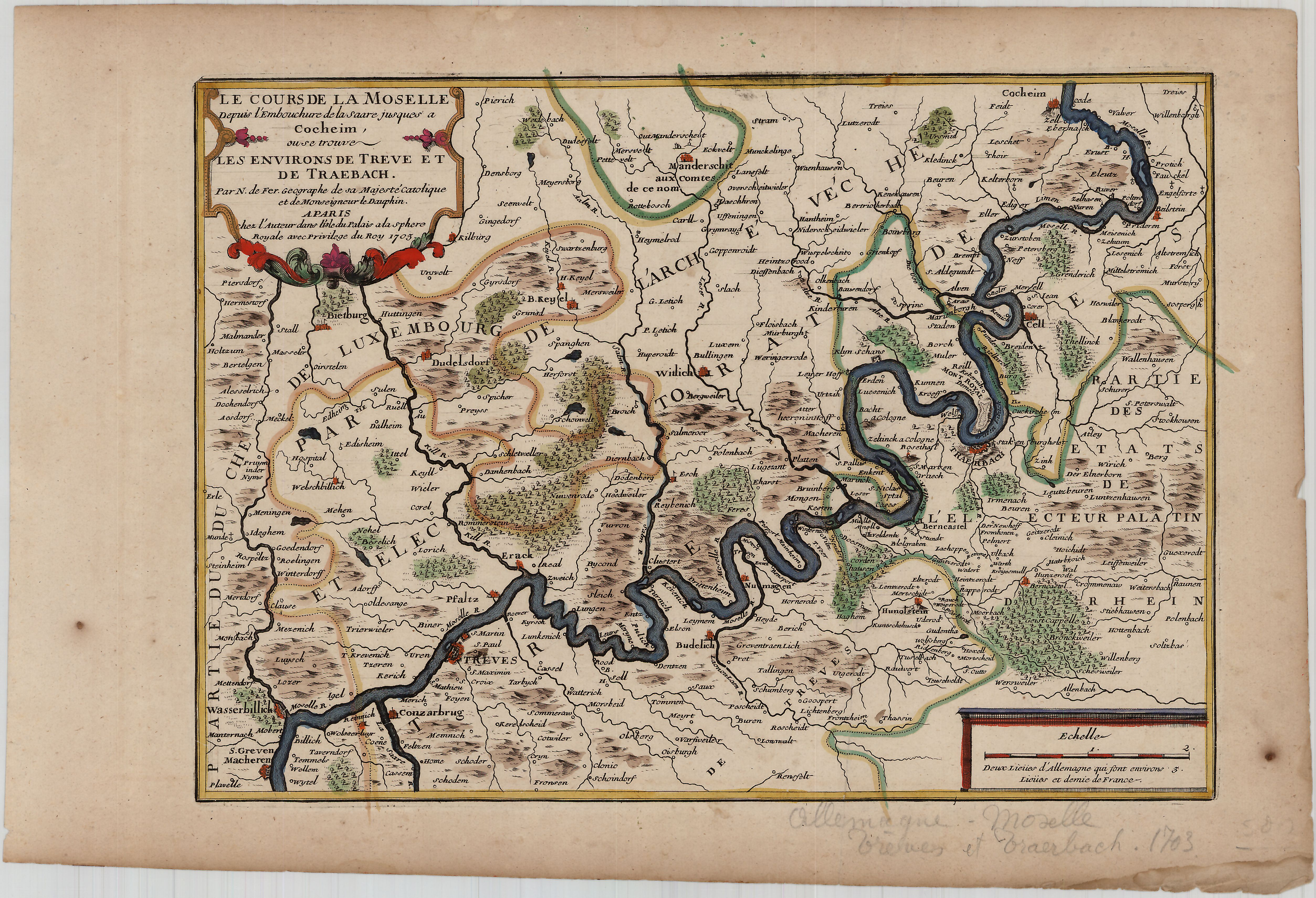
Dòng chảy từ Grevenmacher tới Cochem 1705

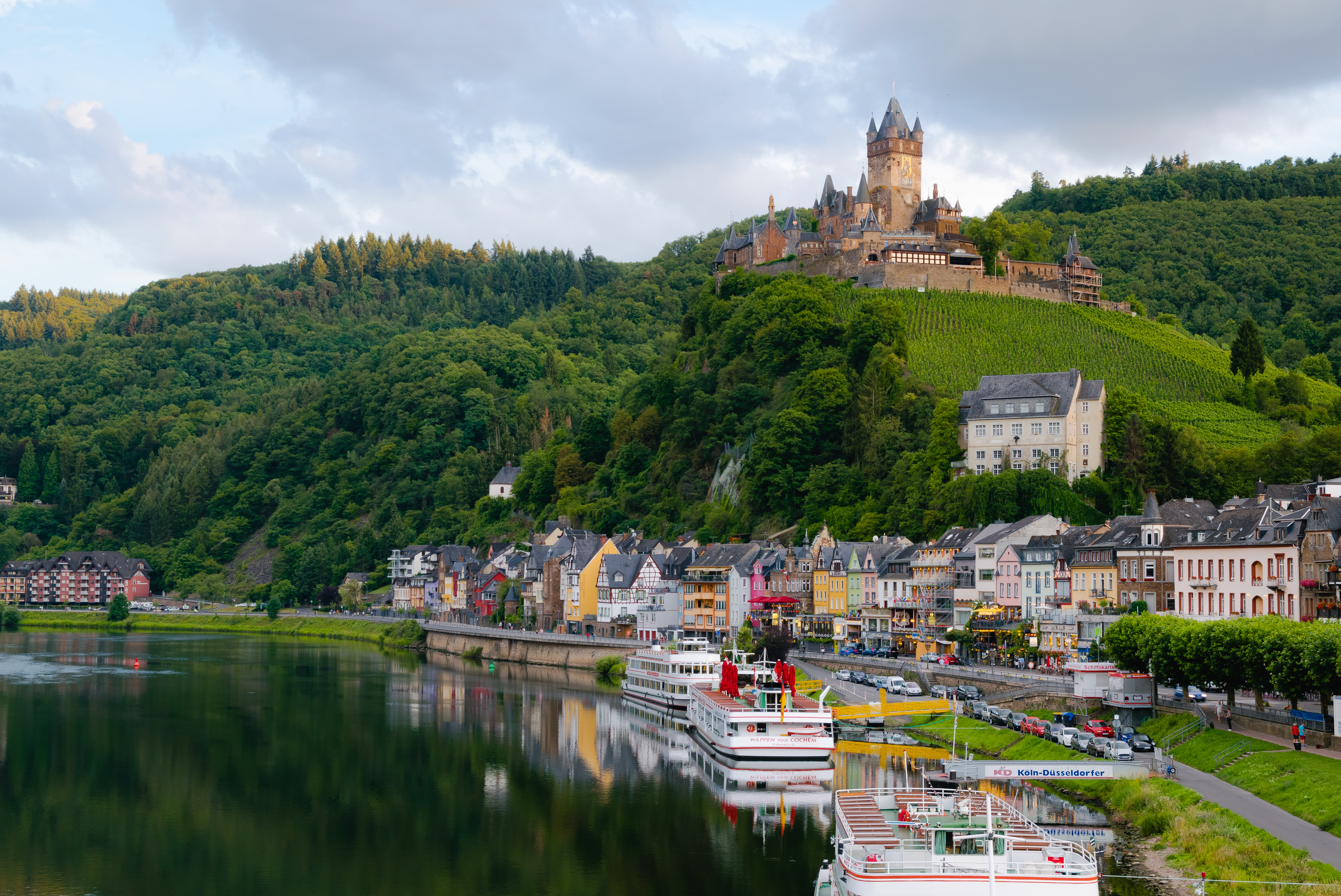
Mosel tại Cochem, Đức

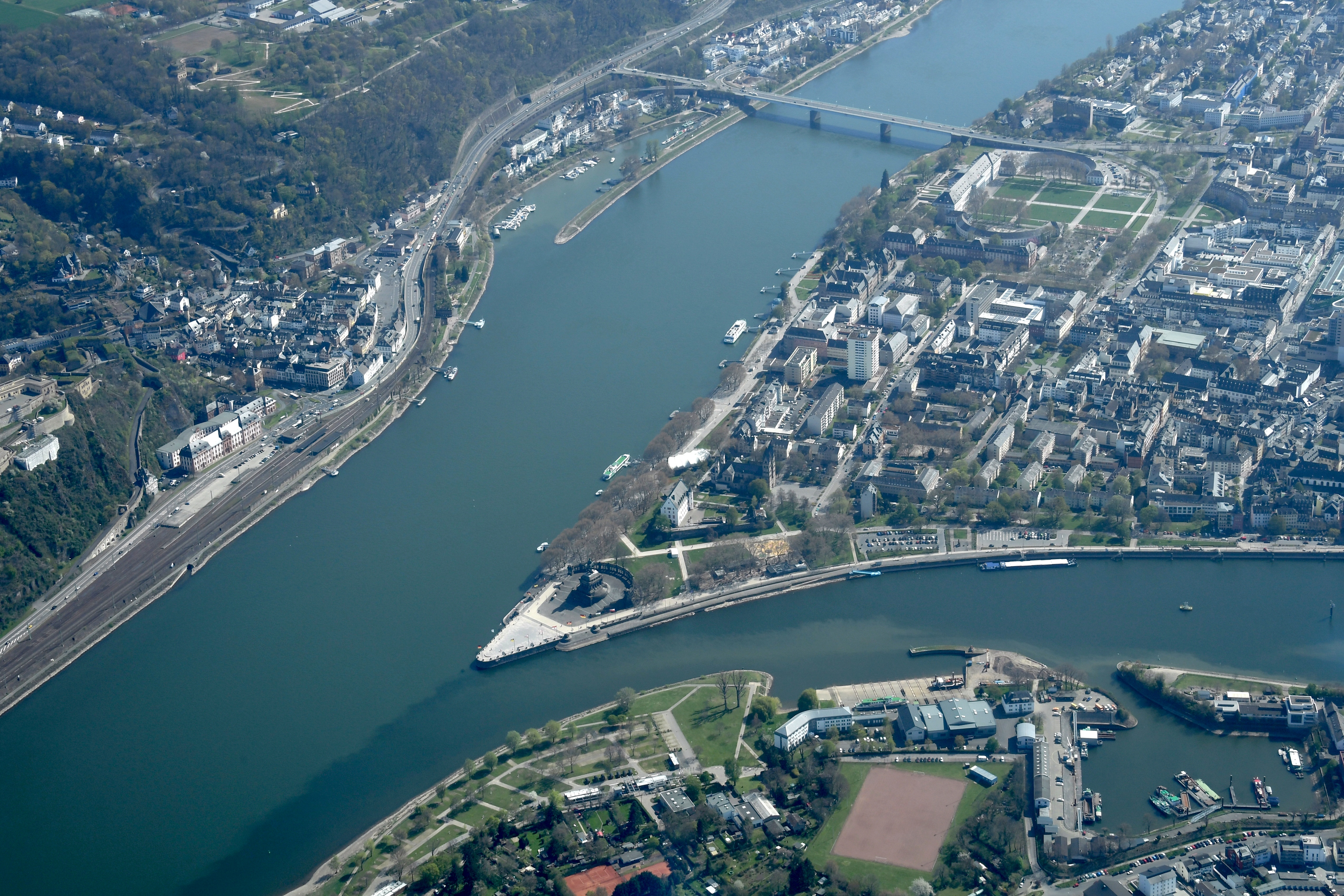
Hợp lưu Mosel (phải) và Rhein (trái) tại Deutsches Eck ở Koblenz

Sông Mosel (tiếng Pháp: [mɔzɛl] ⓘ; tiếng Đức: Mosel [ˈmoːzl̩] ⓘ; tiếng Luxembourg: Musel [ˈmuzəl]) là một con sông chảy trên dãy núi Vogesen và chảy từ miền tây nước Đức qua Luxembourg và đông bắc nước Pháp. Nó là một nhánh tả ngạn của sông Rhein, hợp lưu tại Koblenz. Một phần nhỏ của Bỉ nằm trong lưu vực của nó vì nó bao gồm sông Sauer và Our.
Dòng chảy phía dưới của nó "ngoằn ngoèo giữa Trier và Koblenz dọc theo một trong những thung lũng sông đẹp nhất của Đức."  Trong phần này, vùng đất phía bắc là Eifel kéo dài đến Bỉ; về phía nam là Hunsrück. Con sông chảy qua một khu vực ngày xưa được người La Mã canh tác. Ngày nay, các sườn đồi của nó được bao phủ bởi những vườn nho bậc thang, nơi "một số cây nho giống Riesling tốt nhất được trồng". Nhiều tàn tích lâu đài nằm trên các đỉnh đồi phía trên các vườn nho và thị trấn dọc theo các sườn núi. Traben-Trarbach với kiến trúc tân nghệ thuật và Bernkastel-Kues với quảng trường chợ truyền thống là hai trong số nhiều điểm thu hút khách du lịch bên sông Mosel.